# Thibouville
Thibouville é uma comuna francesa na região administrativa da Normandia, no departamento de Eure. Estende-se por uma área de 8,92 km². Em 2010 a comuna tinha 364 habitantes (densidade: 40,8 hab./km²).